# Форум видавців (громадська організація)

Логотип громадської організації «Форум видавців»

Форум видавців — неприбуткова громадська організація діє з 1994 р. Офіс знаходиться у Львові.

## Основні заходи
- Форум видавців у Львові
- Львівський міжнародний літературний фестиваль
- Дитячий міжнародний фестиваль у Львові

Одним з напрямів діяльності є промоція українських авторів і видавців за кордоном. ГО є головним організатором[ненейтрально] колективних експозицій на міжнародних книжкових ярмарках у Варшаві, Москві, Франкфурті, Лейпцизі, Пізі.

## Історія діяльності ГО
1994 — у майбутнього президента Форуму видавців Олександри Коваль виникла ідея створення такого собі майданчику, де могли б зустрічатись і обмінюватись досвідом та ідеями фахівці з книговидання і зацікавлені особи. У вересні 1994 року відбувся перший Форум: книжковий ярмарок та комплекс з 25 фахових і літературних заходів.
Програма Форуму включає:
- літературні акції і конкурси
- презентації видавництв і авторів
- авторські зустрічі
- літературні читання
- автограф-сесії
- дискусії
- круглі столи
- перфоманси тощо

1994  — починаючи з цього року ГО «Форум видавців» бере участь в організації колективних експозиціях на міжнародних книжкових ярмарках у Варшаві, Москві, Франкфурті, Лейпцигу, Пізі, Вільнюсі.
1995 — запроваджена премія «Книга Форуму видавців».
1997 — від Форуму відокремився Літературний фестиваль, надзвичайно популярний серед західноукраїнської молоді[ненейтрально]. Найпопулярнішою його акцією є «Ніч поезії та музики non-stop».
2001 — у Літературному фестивалі почали брати участь іноземні гості.
2002 — запроваджено конкурс дитячого читання «Найкращий читач України». Завершальним етапом змаганням став дитячий фестиваль «Книгоманія». Конкурс-фестиваль триває протягом січня — травня. За весь час існування[коли?] участь у ньому взяло близько 500 тисяч дітей з усіх областей України.
2005 — конкурс «Найкращий читач України» став всеукраїнським.
2006 — запроваджено щорічну благодійну акцію «Подаруй дитині книжку!»
2006 — Літературний фестиваль стає міжнародним.
2007 — «Найкращий читач України» і фестиваль «Книгоманія» стали частиною книжкового ярмарку «Форум видавців — дітям». Це єдина в Україні й одна із небагатьох у Центральній та Східній Європі подій[ненейтрально], цілковито присвячених дитячій літературі та читанню.
2007 — в межах Форуму видавців у Львові запроваджено програму фахових заходів для книговидавців — Бізнес-форум.
2007-2010 — проведено Міжнародний освітній форум «Освіта». Спеціалізована виставка освітніх технологій, навчальної та методичної літератури і закладів освіти та Міжнародний колоквіум «Європейський вимір української освіти» за участі керівників Міністерства освіти і науки України та науковців.
2008-2012 — щороку два тижні перед «Форумом видавців — дітям» триває «Читацький марафон», під час якого українські письменники відвідують львівські школи і проводять з ними конкурси, читання, дискусії тощо.
2010 — в межах Форуму видавців у Львові запроваджено програму фахових заходів для бібліотекарів — Бібліофорум.
2010 — в межах Форуму видавців у Львові запроваджено Міжнародний перекладацький фестиваль TRANSLIT.
2011 — «Форум видавців — дітям» у зв'язку з розширенням формату й географії перейменовано у Львівський міжнародний дитячий фестиваль.
2011-2012 — міжнародний проект «ArtDrome: literature and more» у межах програми культурних обмінів «TANDEM: Україна — Європейський Союз — Молдова».
2012 — ГО «Форум видавців» організувало український стенд на Лейпцизькому книжковому ярмарку.
2012 — ГО «Форум видавців» стало партнером міжнародного проекту (Book Platform) від України.
2012 — у межах Форуму видавців у Львові запроваджено Фестиваль культурного менеджменту і літературної критики КОНТЕКСТ
2013 — у межах Форуму видавців у Львові запроваджено статус «Країна — Почесний гість», якою стала Польща.